# 馬卡納爾
馬卡納爾是哥倫比亞的城鎮，位於該國東北部，由博亞卡省負責管轄，距離首府通哈105公里，始建於1807年，面積199平方公里，海拔高度1,707米，2005年人口4,611。
4°58′19″N 73°19′10″W / 4.97194°N 73.31944°W